# ジョージア・ホワイト
ジョージア・オズボーン・ホワイト (Jeordie Osborne White) （1971年6月20日 - ）は、アメリカ合衆国ニュージャージー州出身のベーシスト、俳優である。マリリン・マンソンでは、芸名 トゥイギー・ラミレズ(Twiggy Ramirez)として活動。芸名の Twiggy Ramirez は、ツイッギーとリチャード・ラミレスを合わせたもの。
妻は、女優のメアリー・フィリップ。

## 経歴
- 1971年、アメリカ合衆国ニュージャージー州で生まれる。
- 1986年、キッスの影響から、ベースの演奏を始める。
- 1989年、ギブソンで行われたベーシストを選ぶ模擬オーディション (DWF)で、高評を受ける。
- 1992年、その評価に歌手、マリリン・マンソンからかなりの高評を得る。その結果、バンドに加入。
- 1994年、MTVによる、米番組に出演。4ヶ月間レギュラーになり、番組のデビューを果たす。
- 1995年、マンソンのEP『スメルス・ライク・チルドレン (Smells Like Children)』の制作担当者が彼となり、初のリリースを始める。その結果、全米2位を獲得する。
- 1996年、米バラエティー番組、ザ・バーニング・トゥ・ソング・アン・モアに2年間レギュラーとして出演。
- 1998年、映画アンダーワールド (前作) にファイクス役と出演。同時にハリウッドから、高評を受ける。
- 2002年、マンソンが、カバーを行った曲「ティンデット・ラブ」や「the Lalasong」などポップな曲を制作するなどといった音楽性の違いから、彼は、マリリン・マンソンを脱退。
- 2002年、フランス出身の女優クリスタル・カルロッソと結婚する。
- 2003年、その後、マンソンの共同作業者であるナイン・インチ・ネイルズに加入し、ベースギターを担当する。
- 2005年、ナイン・インチ・ネイルズのアルバム『ウィズ・ティース』をトレント・レズナーと制作する。
- 2005年、クリスタル・カルロッソとの離婚が発表される。
- 2007年、アルバムイヤー・ゼロを、レズナーと制作する。
- 2008年、マリリン・マンソンに再び加入する事を発表する。

## 関連人物
- マリリン・マンソン
- トレント・レズナー
- リアム・ギャラガー
- ノエル・ギャラガー